# Autobahnkreuz Schöneberg
Autobahnkreuz Schöneberg (Kreuz Schöneberg, AK Schöneberg) – węzeł na skrzyżowaniu autostrad A100 (Berliner Stadtring) i A103 (Westtangente Steglitz) w berlińskiej dzielnicy Schöneberg w Niemczech.
Węzeł zaprojektowano i zbudowano w latach 1966–1968.
Z obu autostrad można dostać się również na ulicę Grazer Damm z powodu zintegrowania łącznic z węzłem Schöneberg.

## Natężenie ruchu
| Z                           | Do                     | Średnie dzienne natężenie ruchu |
| --------------------------- | ---------------------- | ------------------------------- |
| AK Schöneberg               | AS Alboinstraße (A100) | 136 500                         |
| AS Innsbrucker Platz (A100) | AK Schöneberg          | 160 500                         |
| AS Sachsendamm (A103)       | AK Schöneberg          | 27 500                          |
| AK Schöneberg               | AS Saarstraße (A103)   | 46 600                          |